# Jänsmässtjärnarna (Åre socken, Jämtland, 704196-135527)
Jänsmässtjärnarna är en sjö i Åre kommun i Jämtland och ingår i Indalsälvens huvudavrinningsområde.